# Nati nel 1988/Agosto
| Questa pagina contiene informazioni ricavate automaticamente dalle voci biografiche con l'ausilio del template Bio e di un bot. L'aggiornamento è periodico e automatico e ricostruisce completamente la pagina. Se manca una persona in questa lista, sei pregato di non aggiungerla, ma accertati piuttosto che la sua voce biografica contenga il template Bio e che i dati anagrafici siano correttamente compilati. Se il template Bio manca, inseriscilo tu stesso o, in alternativa, metti l'avviso {{tmp\|Bio}} che ne segnala la mancanza. Se i dati riportati sono sbagliati, correggi direttamente la voce biografica; le modifiche saranno visibili in questa lista entro pochi giorni. Per chiarimenti vedi il progetto biografie. La lista contiene solo le 545 persone che sono citate nell'enciclopedia e per le quali è stato implementato correttamente il template Bio. Pagina aggiornata al 10 ago 2025. |

- 1º agosto - Mustafa Abdellaoue, ex calciatore norvegese
- 1º agosto - Kenneth Asamoah, ex calciatore ghanese
- 1º agosto - Tural Axundov, calciatore azero
- 1º agosto - Max Carver, attore statunitense
- 1º agosto - Roenis Elías, giocatore di baseball cubano
- 1º agosto - Fayçal Fajr, calciatore francese
- 1º agosto - Gino Gerhardi, bobbista tedesco
- 1º agosto - Ana Girardot, attrice francese
- 1º agosto - Sebastian Kislinger, snowboarder austriaco
- 1º agosto - Lampros Kontogiannis, ex calciatore messicano
- 1º agosto - Patryk Małecki, calciatore polacco
- 1º agosto - Nikolaj Markussen, pallamanista danese
- 1º agosto - Nemanja Matić, calciatore serbo
- 1º agosto - Gary McCabe, calciatore irlandese
- 1º agosto - Dennis Obeng, giocatore di calcio a 5 e calciatore norvegese
- 1º agosto - Alice Sara Ott, pianista tedesca
- 1º agosto - Sarah Pardeller, ex sciatrice alpina italiana
- 1º agosto - Brittainey Raven, ex cestista statunitense
- 1º agosto - Sarah Robles, sollevatrice statunitense
- 1º agosto - Maurizio Temporin, scrittore, regista e sceneggiatore italiano
- 1º agosto - Olia Tira, cantante moldava
- 1º agosto - Sebastián Varas, calciatore cileno
- 1º agosto - Pavel Vidanov, ex calciatore bulgaro
- 1º agosto - Joanna Wang, cantautrice taiwanese
- 1º agosto - Kate NV, musicista russa
- 2 agosto - Elena Berlato, ex ciclista su strada italiana
- 2 agosto - Denise Faro, cantante e attrice italiana
- 2 agosto - Filip Filipov, ex calciatore bulgaro
- 2 agosto - Álex Granell, calciatore spagnolo
- 2 agosto - Artëm Jakovenko, ex cestista russo
- 2 agosto - Meghan Klingenberg, ex calciatrice statunitense
- 2 agosto - Villő Kormos, tuffatrice ungherese
- 2 agosto - Galimzhan Kosmukhambetov, giocatore di calcio a 5 kazako
- 2 agosto - Łukasz Michalski, ex astista polacco
- 2 agosto - Christoph Mick, ex snowboarder italiano
- 2 agosto - Masatoshi Mihara, calciatore giapponese
- 2 agosto - Marci Miller, attrice statunitense
- 2 agosto - Enis Murati, cestista kosovaro
- 2 agosto - Jairo Palomino, calciatore colombiano
- 2 agosto - Marko Prljević, calciatore serbo
- 2 agosto - Giulio Renzi Ricci, doppiatore italiano
- 2 agosto - Jamarr Sanders, cestista statunitense
- 2 agosto - Valent Sinković, canottiere croato
- 2 agosto - Lidia Sołtys, schermitrice polacca
- 2 agosto - Miguel Ángel Sánchez, calciatore cubano
- 2 agosto - Rocío Sánchez Moccia, hockeista su prato argentina
- 2 agosto - Golden Tate, giocatore di football americano statunitense
- 2 agosto - Guram Tetrašvili, ex calciatore russo
- 2 agosto - Katsumi Yusa, ex calciatore giapponese
- 3 agosto - Michael Cia, calciatore italiano
- 3 agosto - Leandro De Bortoli, calciatore argentino
- 3 agosto - Stephen Gleeson, calciatore irlandese
- 3 agosto - Virgil Green, giocatore di football americano statunitense
- 3 agosto - DRAM, rapper e cantante statunitense
- 3 agosto - Ben Nguyen, artista marziale misto statunitense
- 3 agosto - Giovanni Repetti, schermidore italiano
- 3 agosto - Brandon Rogers, youtuber, attore e cabarettista statunitense
- 3 agosto - Salvatore Samperi, allenatore di calcio a 5 italiano
- 3 agosto - Jeffrey Sarpong, calciatore olandese
- 3 agosto - Lauren Schmetterling, canottiera statunitense
- 3 agosto - Fabio Scozzoli, ex nuotatore italiano
- 3 agosto - Jennifer Sidey, astronauta e ingegnere canadese
- 3 agosto - Sven Ulreich, calciatore tedesco
- 3 agosto - Santiago Vergini, ex calciatore argentino
- 3 agosto - Pablo de Barros, ex calciatore brasiliano
- 4 agosto - Daniel Carriço, ex calciatore portoghese
- 4 agosto - Charles Cheruiyot, ex mezzofondista e ex maratoneta keniota
- 4 agosto - Fabian Heidegger, ex velista italiano
- 4 agosto - Cristóbal Jorquera, calciatore cileno
- 4 agosto - Bryce McCall, ex giocatore di football americano canadese
- 4 agosto - Juliana Nogueira, pallavolista brasiliana
- 4 agosto - Kelley O'Hara, ex calciatrice statunitense
- 4 agosto - Jean Marie Okutu, lunghista spagnolo
- 4 agosto - Angelo Pagani, ex ciclista su strada italiano
- 4 agosto - Tom Parker, cantante, disc jockey e personaggio televisivo inglese († 2022)
- 4 agosto - Béla Simon, canottiere ungherese
- 4 agosto - Song Byung-gu, videogiocatore sudcoreano
- 4 agosto - Darian Stewart, giocatore di football americano statunitense
- 4 agosto - Ferdinando Vitofrancesco, calciatore italiano
- 5 agosto - Giles Barnes, ex calciatore inglese
- 5 agosto - Laure Barthélémy, ex fondista francese
- 5 agosto - Melissa Bishop, mezzofondista canadese
- 5 agosto - Alessandra Camarda, pallavolista italiana
- 5 agosto - Danilo Carando, calciatore argentino
- 5 agosto - Iván Centurión, calciatore argentino
- 5 agosto - Fabio Cordi, snowboarder italiano
- 5 agosto - Mizuki Fujii, ex giocatrice di badminton giapponese
- 5 agosto - Gil Eun-hye, attrice sudcoreana
- 5 agosto - Hans Gruhne, canottiere tedesco
- 5 agosto - Michael Jamieson, ex nuotatore britannico
- 5 agosto - Stefanie Joosten, attrice e modella olandese
- 5 agosto - Camilla Kerslake, cantante britannica
- 5 agosto - Gabriel Méndez, calciatore argentino
- 5 agosto - Eddie Nolan, ex calciatore irlandese
- 5 agosto - Federica Pellegrini, personaggio televisivo e ex nuotatrice italiana
- 5 agosto - Aleksej Rubcov, arrampicatore russo
- 5 agosto - Kaimar Saag, calciatore estone
- 5 agosto - Mohamed Sakho, ex calciatore guineano
- 6 agosto - Ismaïl Aissati, allenatore di calcio e ex calciatore olandese
- 6 agosto - Anthony Allen, giocatore di football americano statunitense
- 6 agosto - Bethwell Birgen, mezzofondista keniota
- 6 agosto - Omar Brown, giocatore di football americano statunitense
- 6 agosto - Vasile Carauș, ex calciatore moldavo
- 6 agosto - Dane DiLiegro, ex cestista e attore statunitense
- 6 agosto - Aleska Diamond, ex attrice pornografica ungherese
- 6 agosto - Masoud Esmaeilpour, lottatore iraniano
- 6 agosto - Korhan Herduran, attore turco
- 6 agosto - Masataka Kubota, attore giapponese
- 6 agosto - Sara Leemans, ex cestista belga
- 6 agosto - Ivan Lilov, cestista bulgaro
- 6 agosto - Ivan Neljubov, cestista russo
- 6 agosto - Paolo Nicolai, ex giocatore di beach volley italiano
- 6 agosto - Mai Phương Thúy, modella e attrice vietnamita
- 6 agosto - Antonín Presl, calciatore ceco
- 6 agosto - Mark Santorelli, ex hockeista su ghiaccio canadese
- 6 agosto - Jheimy da Silva Carvalho, ex calciatore brasiliano
- 7 agosto - Anikka Albrite, attrice pornografica e regista statunitense
- 7 agosto - Kantemir Berchamov, ex calciatore russo
- 7 agosto - Jonathan Bernier, hockeista su ghiaccio canadese
- 7 agosto - Sonia Bianco, calciatrice italiana
- 7 agosto - Jordan Cameron, giocatore di football americano statunitense
- 7 agosto - Lawrence Cherono, maratoneta keniota
- 7 agosto - Mohamed Coulibaly, calciatore senegalese
- 7 agosto - Larry Dean, ex giocatore di football americano statunitense
- 7 agosto - Katie Eberling, bobbista statunitense
- 7 agosto - Petar Grbić, calciatore montenegrino
- 7 agosto - Sergiu Istrati, ex calciatore moldavo
- 7 agosto - Zoran Kvržić, calciatore bosniaco
- 7 agosto - Marin Leovac, calciatore croato
- 7 agosto - Riccardo Malagoli, cestista italiano
- 7 agosto - Adrien Moerman, cestista francese
- 7 agosto - Luke Mulholland, dirigente sportivo e ex calciatore inglese
- 7 agosto - Marti Belle, wrestler statunitense
- 7 agosto - Erik Pieters, calciatore olandese
- 7 agosto - Beanie Wells, giocatore di football americano statunitense
- 8 agosto - Beatrice di York, principessa britannica
- 8 agosto - Flavia Bujor, scrittrice francese
- 8 agosto - Niels De Schutter, ex calciatore belga
- 8 agosto - Roberto Dias Correia Filho, calciatore brasiliano
- 8 agosto - Salvatore Foti, allenatore di calcio e ex calciatore italiano
- 8 agosto - Danilo Gallinari, cestista italiano
- 8 agosto - Mandy Islacker, calciatrice tedesca
- 8 agosto - Elena Kotul'skaja, mezzofondista russa
- 8 agosto - Veer Mahaan, wrestler e ex giocatore di baseball indiano
- 8 agosto - Bruno Mezenga, calciatore brasiliano
- 8 agosto - Raymar Morgan, cestista statunitense
- 8 agosto - Patrick Ochan, calciatore ugandese
- 8 agosto - Orlin Orlinov, ex calciatore bulgaro
- 8 agosto - Glencora Ralph, pallanuotista australiana
- 8 agosto - Ricardo Alves Pereira, ex calciatore brasiliano
- 8 agosto - Igor Ristivojević, calciatore serbo
- 8 agosto - Matías Martín Rubio, ex calciatore cileno
- 8 agosto - Guendalina Sartori, arciera italiana
- 8 agosto - Oscar Sinela, attore spagnolo
- 8 agosto - Mohamadou Sissoko, ex calciatore francese
- 8 agosto - Laura Slade Wiggins, attrice e cantante statunitense
- 8 agosto - Igor' Smol'nikov, ex calciatore russo
- 8 agosto - Vytautas Šulskis, cestista lituano
- 8 agosto - Yūdai Tanaka, ex calciatore giapponese
- 8 agosto - Marco Tumler, ex sciatore alpino svizzero
- 8 agosto - Egidijus Vaitkūnas, calciatore lituano
- 8 agosto - J'Marcus Webb, giocatore di football americano statunitense
- 8 agosto - Xu Yifan, tennista cinese
- 8 agosto - Éverton Lopes, pugile brasiliano
- 9 agosto - Stefania Boffa, ex tennista svizzera
- 9 agosto - Mijuško Bojović, calciatore montenegrino
- 9 agosto - Anthony Castonzo, ex giocatore di football americano statunitense
- 9 agosto - Thomas Erlacher, ex hockeista su ghiaccio italiano
- 9 agosto - Pablo Hasél, rapper, scrittore e poeta spagnolo
- 9 agosto - Július Hudáček, hockeista su ghiaccio slovacco
- 9 agosto - Vasilīs Koutsianikoulīs, ex calciatore greco
- 9 agosto - Antonio Marino, calciatore italiano
- 9 agosto - Mattia Parlangeli, giocatore di football americano italiano
- 9 agosto - Rafael Ramazotti, calciatore brasiliano
- 9 agosto - Paddy Ryan, rugbista a 15 australiano
- 9 agosto - Michael Smith, giocatore di football americano statunitense
- 9 agosto - Willian, calciatore brasiliano
- 9 agosto - Nozomi Yamamoto, doppiatrice giapponese
- 9 agosto - Jan Čermák, ex sciatore alpino ceco
- 10 agosto - Melquíades Álvarez Caraballo, nuotatore spagnolo
- 10 agosto - Mateo Bertoša, calciatore croato
- 10 agosto - Erik Cummins, ex calciatore olandese
- 10 agosto - Aleksandar Gojković, calciatore serbo
- 10 agosto - Sergej Irtuganov, cosmonauta russo
- 10 agosto - James Charles Mack, calciatore americo-verginiano
- 10 agosto - Gianluca Nicco, calciatore italiano
- 10 agosto - Stef Nijland, calciatore olandese
- 10 agosto - James O'Shea, calciatore irlandese
- 10 agosto - Erkand Qerimaj, sollevatore albanese
- 10 agosto - Léo Santa Cruz, pugile messicano
- 10 agosto - Daniele Sciaudone, calciatore italiano
- 10 agosto - Joe Willis, calciatore statunitense
- 10 agosto - Priscila Daroit, pallavolista brasiliana
- 11 agosto - Miguel Alba, calciatore argentino
- 11 agosto - Winner Anacona, ciclista su strada e pistard colombiano
- 11 agosto - Volkan Babacan, calciatore turco
- 11 agosto - Irfan Bachdim, calciatore indonesiano
- 11 agosto - Zsolt Balázs, calciatore ungherese
- 11 agosto - Stefano Bensi, ex calciatore lussemburghese
- 11 agosto - Chen Po-liang, calciatore taiwanese
- 11 agosto - Jake Kaminski, arciere statunitense
- 11 agosto - Boris Malagurski, regista, produttore cinematografico e sceneggiatore serbo
- 11 agosto - Enrico Martini, ex giocatore di football americano e allenatore di football americano tedesco
- 11 agosto - Patty Mills, cestista australiano
- 11 agosto - Nick Minnerath, cestista statunitense
- 11 agosto - Mustafa Pektemek, calciatore turco
- 11 agosto - Paul Pârvulescu, allenatore di calcio e ex calciatore rumeno
- 11 agosto - Paride Tremolada, arbitro di calcio italiano
- 11 agosto - Peter Čögley, calciatore slovacco
- 12 agosto - Maria Suelen Altheman, judoka brasiliana
- 12 agosto - Mark Arcobello, hockeista su ghiaccio statunitense
- 12 agosto - Vít Beneš, calciatore ceco
- 12 agosto - Michael Binns, calciatore giamaicano
- 12 agosto - David Castillo, schermidore cubano
- 12 agosto - Radoslav Dimitrov, calciatore bulgaro
- 12 agosto - Tyson Fury, ex pugile britannico
- 12 agosto - Justin Gaston, cantautore, modello e attore statunitense
- 12 agosto - Rami Gershon, calciatore israeliano
- 12 agosto - Hernán Hechalar, ex calciatore argentino
- 12 agosto - Lazarus Kaimbi, calciatore namibiano
- 12 agosto - Érika Miranda, judoka brasiliana
- 12 agosto - Abdessamad Ouhakki, calciatore marocchino
- 12 agosto - Leah Pipes, attrice statunitense
- 12 agosto - David Pollet, calciatore francese
- 12 agosto - Nikola Stojanović, giocatore di football americano serbo († 2017)
- 12 agosto - Ondřej Sukup, calciatore ceco
- 12 agosto - Miguel Ángel Torrén, calciatore argentino
- 12 agosto - Tejay van Garderen, ex ciclista su strada statunitense
- 13 agosto - Marian Barbu, arbitro di calcio rumeno
- 13 agosto - Keith Benson, cestista statunitense
- 13 agosto - Servando Carrasco, ex calciatore statunitense
- 13 agosto - Mustafa Durak, calciatore francese
- 13 agosto - Brandon Fields, cestista statunitense
- 13 agosto - Suzette Gómez, modella honduregna
- 13 agosto - Jerry Hughes, giocatore di football americano statunitense
- 13 agosto - Emil Johansson, ex sciatore alpino svedese
- 13 agosto - Marc McAusland, calciatore scozzese
- 13 agosto - Francisco Meneghini, allenatore di calcio argentino
- 13 agosto - MØ, cantautrice e musicista danese
- 13 agosto - Yu Okamoto, tuffatore giapponese
- 13 agosto - Artur Omarov, lottatore ceco
- 13 agosto - Nikola Pavličević, cestista montenegrino
- 13 agosto - Michael Van Staeyen, ex ciclista su strada belga
- 13 agosto - Ryan Villopoto, pilota motociclistico statunitense
- 13 agosto - Brandon Washington, giocatore di football americano statunitense
- 13 agosto - Brandon Workman, giocatore di baseball statunitense
- 14 agosto - Riccardo Antonelli, ex cestista italiano
- 14 agosto - Junior Burgos, ex calciatore salvadoregno
- 14 agosto - Ivan Crnov, calciatore croato
- 14 agosto - Adama Diatta, lottatore senegalese
- 14 agosto - Ljubomir Fejsa, ex calciatore serbo
- 14 agosto - Roniel Iglesias, pugile cubano
- 14 agosto - Alex Liddi, giocatore di baseball italiano
- 14 agosto - Loreto Mauleón, attrice spagnola
- 14 agosto - Kayla Mueller, attivista statunitense († 2015)
- 14 agosto - Adrian Rodrígues, ex calciatore andorrano
- 14 agosto - Anna Smith, ex tennista britannica
- 14 agosto - Lilith Stangenberg, attrice tedesca
- 14 agosto - Elise Thorsnes, calciatrice norvegese
- 15 agosto - Oussama Assaidi, ex calciatore marocchino
- 15 agosto - Mario Booysen, allenatore di calcio e ex calciatore sudafricano
- 15 agosto - Rune Bækgaard, maratoneta danese
- 15 agosto - Matteo Felli, giocatore di football americano italiano
- 15 agosto - Li Gen, cestista cinese
- 15 agosto - Nasi Manu, rugbista a 15 neozelandese
- 15 agosto - Boban Marjanović, cestista serbo
- 15 agosto - David Meza Colli, calciatore paraguaiano
- 15 agosto - Jorge Monteiro, calciatore portoghese
- 15 agosto - Zaira Nara, conduttrice televisiva, personaggio televisivo e modella argentina
- 15 agosto - Nick Snider, modello statunitense
- 15 agosto - J.T. Thomas, giocatore di football americano statunitense
- 15 agosto - Sanne Troelsgaard, calciatrice danese
- 15 agosto - Maria Tyyster, cantante finlandese
- 15 agosto - Dmitrij Ušakov, ginnasta russo
- 16 agosto - Mohsin Al-Khaldi, calciatore omanita
- 16 agosto - Vincenzo Devany, allenatore di pallavolo e ex pallavolista statunitense
- 16 agosto - Claudio Di Biagio, regista televisivo, youtuber e conduttore radiofonico italiano
- 16 agosto - Paulo Miranda, calciatore brasiliano
- 16 agosto - Yannick Guerra, pilota motociclistico spagnolo
- 16 agosto - David Habarugira, calciatore burundese
- 16 agosto - Ryan Kerrigan, giocatore di football americano statunitense
- 16 agosto - Marcelo Larrondo, ex calciatore argentino
- 16 agosto - Javier Matilla, calciatore spagnolo
- 16 agosto - Rony Martínez, calciatore honduregno
- 16 agosto - Marco Monaldi, arbitro di calcio italiano
- 16 agosto - Daniele Perenzoni, arbitro di calcio italiano
- 16 agosto - Christophe Pourcel, pilota motociclistico francese
- 16 agosto - Lucian Răduță, ex calciatore rumeno
- 16 agosto - Claudio Riaño, ex calciatore argentino
- 16 agosto - Kevin Schmidt, attore, regista e produttore televisivo statunitense
- 16 agosto - John Clarence Stewart, attore e cantante statunitense
- 16 agosto - Lars Ulvik Martinsen, giocatore di calcio a 5 e calciatore norvegese
- 16 agosto - Rumer Willis, attrice e cantante statunitense
- 16 agosto - Parker Young, attore e modello statunitense
- 17 agosto - João Aurélio, calciatore portoghese
- 17 agosto - Luís Aurélio, calciatore portoghese
- 17 agosto - Matthias Baron, ex calciatore tedesco
- 17 agosto - Fodé Camara, calciatore guineano
- 17 agosto - Brady Corbet, regista e sceneggiatore statunitense
- 17 agosto - Chris Culliver, giocatore di football americano statunitense
- 17 agosto - Justin Dorey, ex sciatore freestyle canadese
- 17 agosto - Sabrina Fanchini, ex sciatrice alpina italiana
- 17 agosto - Gabriele Ferro, pilota motociclistico italiano
- 17 agosto - Nicolás Gorosito, calciatore argentino
- 17 agosto - Shō Hatsuyama, ex ciclista su strada giapponese
- 17 agosto - Jihadi John, terrorista e criminale kuwaitiano († 2015)
- 17 agosto - Artëm Kačer, cantante e rapper russo
- 17 agosto - Johanna Larsson, allenatrice di tennis e ex tennista svedese
- 17 agosto - Joyner Lucas, rapper, cantante e attore statunitense
- 17 agosto - Elvin Mürsəliyev, lottatore azero
- 17 agosto - Simone Palermo, calciatore italiano
- 17 agosto - Johnny Patrick, giocatore di football americano statunitense
- 17 agosto - Laurenne Ross, ex sciatrice alpina statunitense
- 17 agosto - José San Román, ex calciatore argentino
- 17 agosto - Erika Toda, attrice giapponese
- 17 agosto - Ivan Ždanov, politico, avvocato e attivista russo
- 18 agosto - Javi Álamo, calciatore spagnolo
- 18 agosto - Alfonso Artabe, calciatore spagnolo
- 18 agosto - Michael Boxall, calciatore neozelandese
- 18 agosto - Julio Buffarini, calciatore argentino
- 18 agosto - Mauro Caviezel, ex sciatore alpino svizzero
- 18 agosto - Jevhen Chytrov, pugile ucraino
- 18 agosto - Kévin Diaz, ex calciatore francese
- 18 agosto - Ognjen Đelmić, ex calciatore bosniaco
- 18 agosto - Wilfried Domoraud, calciatore francese
- 18 agosto - Elini Dīmoutsos, ex calciatore greco
- 18 agosto - Federica Ferraro, marciatrice italiana
- 18 agosto - Gianluca Gazzoli, conduttore radiofonico e conduttore televisivo italiano
- 18 agosto - Natsumi Hara, ex calciatrice giapponese
- 18 agosto - Jack Hobbs, ex calciatore inglese
- 18 agosto - Katarina Ivanovska, modella e attrice macedone
- 18 agosto - Eggert Jónsson, calciatore islandese
- 18 agosto - Kristen Kit, canottiera e ciclista su strada canadese
- 18 agosto - G-Dragon, rapper, cantautore e produttore discografico sudcoreano
- 18 agosto - Wendell McKines, ex cestista statunitense
- 18 agosto - Thamsanqa Mkhize, calciatore sudafricano
- 18 agosto - Lewin Nyatanga, ex calciatore inglese
- 18 agosto - Rocco Palumbo, giocatore di poker italiano
- 18 agosto - Are Strandli, canottiere norvegese
- 18 agosto - Jorge Torrez, criminale statunitense
- 19 agosto - Ty Abbott, ex cestista, allenatore di pallacanestro e dirigente sportivo statunitense
- 19 agosto - Kirk Cousins, giocatore di football americano statunitense
- 19 agosto - Vahagn Davtjan, ginnasta armeno
- 19 agosto - Laura Deas, skeletonista britannica
- 19 agosto - Louis Ewonde, ex calciatore camerunese
- 19 agosto - Csaba Gercsák, nuotatore ungherese
- 19 agosto - Damian Hollis, cestista statunitense
- 19 agosto - Igor Krulj, allenatore di calcio e ex calciatore svedese
- 19 agosto - Viktorija Kutuzova, ex tennista ucraina
- 19 agosto - Kévin Monnet-Paquet, ex calciatore francese
- 19 agosto - Issiaka Ouédraogo, calciatore burkinabé
- 19 agosto - Joan Oumari, ex calciatore tedesco
- 19 agosto - Bojan Radetić, ex cestista serbo
- 19 agosto - Veronica Roth, scrittrice statunitense
- 19 agosto - Sani Sakakini, cestista palestinese
- 19 agosto - Cristina Scuccia, cantante italiana
- 19 agosto - Travis Tedford, attore statunitense
- 19 agosto - Tu Xiao, ginnasta cinese
- 19 agosto - Michael Tukura, ex calciatore nigeriano
- 19 agosto - Samuela Vunisa, rugbista a 15 figiano
- 20 agosto - Jerryd Bayless, ex cestista statunitense
- 20 agosto - Steven Beattie, ex calciatore irlandese
- 20 agosto - Tramaine Brock, giocatore di football americano statunitense
- 20 agosto - Joyce Chepkirui, mezzofondista keniota
- 20 agosto - Fabrizio Falco, attore e regista teatrale italiano
- 20 agosto - Jacek Jarecki, cestista polacco
- 20 agosto - Lee Kyu-ro, calciatore sudcoreano
- 20 agosto - Mark Little, ex calciatore inglese
- 20 agosto - Pier Filippo Mazza, calciatore sammarinese
- 20 agosto - Isaac Mpofu, maratoneta zimbabwese
- 20 agosto - Mario Osuna, calciatore messicano
- 20 agosto - Nikki SooHoo, attrice statunitense
- 20 agosto - Gianmarco Soresi, comico e attore statunitense
- 20 agosto - Bianca Thomas, ex cestista statunitense
- 21 agosto - Paris Bennett, cantante statunitense
- 21 agosto - Gaetano Berardi, allenatore di calcio e ex calciatore svizzero
- 21 agosto - Martin Christiansen, giocatore di calcio a 5 e calciatore norvegese
- 21 agosto - Ivan Fatić, ex calciatore montenegrino
- 21 agosto - Ioan Hora, calciatore rumeno
- 21 agosto - Kiros Stânlley Soares Ferraz, calciatore brasiliano
- 21 agosto - Robert Lewandowski, calciatore polacco
- 21 agosto - Lukas Meijer, cantante e musicista svedese
- 21 agosto - Kacey Musgraves, cantautrice e produttrice discografica statunitense
- 21 agosto - Francisco José Olivas, calciatore spagnolo
- 21 agosto - Yoel Rodríguez, calciatore spagnolo
- 21 agosto - Bruno Gabriel Soares, calciatore brasiliano
- 21 agosto - Ben Tate, ex giocatore di football americano statunitense
- 21 agosto - Roksana Zasina, lottatrice polacca
- 21 agosto - Nemanja Zlatković, ex calciatore serbo
- 22 agosto - Salif Ballo, ex calciatore maliano
- 22 agosto - Magomed Bibulatov, artista marziale misto russo
- 22 agosto - Kimberly Castillo Mota, modella dominicana
- 22 agosto - Marco Coledan, ex ciclista su strada e pistard italiano
- 22 agosto - Vadim Crîcimari, calciatore moldavo
- 22 agosto - Martin Cseh, calciatore slovacco
- 22 agosto - Laura Dreyfuss, attrice e cantante statunitense
- 22 agosto - Artëm Dzjuba, calciatore russo
- 22 agosto - Mitchell Langerak, ex calciatore australiano
- 22 agosto - Laura Longo, arciera italiana
- 22 agosto - Minelli, cantautrice rumena
- 22 agosto - Irak'li Maisuradze, calciatore georgiano
- 22 agosto - Marco Mancosu, allenatore di calcio e ex calciatore italiano
- 22 agosto - Hafiz Nor, calciatore singaporiano
- 22 agosto - Markus Rehm, atleta paralimpico tedesco
- 22 agosto - Julián Sánchez, tuffatore messicano
- 22 agosto - Dávid Verrasztó, nuotatore ungherese
- 23 agosto - Michail Alojan, pugile russo
- 23 agosto - Jane Channell, skeletonista canadese
- 23 agosto - Alice Glass, cantante canadese
- 23 agosto - Kristen Gutoskie, attrice canadese
- 23 agosto - Carl Hagelin, hockeista su ghiaccio svedese
- 23 agosto - Vol'ha Havarcova, tennista bielorussa
- 23 agosto - Vaani Kapoor, attrice indiana
- 23 agosto - Mike Könnecke, calciatore tedesco
- 23 agosto - Jeremy Lin, cestista statunitense
- 23 agosto - Alon Mandel, nuotatore israeliano
- 23 agosto - Kim Matula, attrice statunitense
- 23 agosto - John Mintoff, ex calciatore maltese
- 23 agosto - Judd Molea, calciatore salomonese
- 23 agosto - Victor Nyirenda, calciatore malawiano
- 23 agosto - Ksenija Popova, nuotatrice russa
- 23 agosto - Yvan Rajoarimanana, calciatore malgascio
- 23 agosto - Saulius Ritter, canottiere lituano
- 23 agosto - Daniel Schwaab, ex calciatore tedesco
- 24 agosto - Matteo Galvan, velocista italiano
- 24 agosto - Rupert Grint, attore britannico
- 24 agosto - Romain Hardy, ex ciclista su strada francese
- 24 agosto - Andrej Malych, calciatore russo
- 24 agosto - Federico Manea, lottatore italiano
- 24 agosto - Tina Menz, ex cestista tedesca
- 24 agosto - Maximilian Reinelt, canottiere tedesco († 2019)
- 24 agosto - Ricardo Richter, attore, doppiatore e conduttore radiofonico tedesco
- 24 agosto - Lasha Totadze, ex calciatore georgiano
- 24 agosto - Liam Trotter, ex calciatore inglese
- 24 agosto - Maya Yoshida, calciatore giapponese
- 24 agosto - Agustina Zerboni, multiplista argentina
- 25 agosto - Morgan Betorangal, ex calciatore francese
- 25 agosto - Alexandra Burke, cantante e attrice britannica
- 25 agosto - Edinaldo Gomes Pereira, calciatore brasiliano
- 25 agosto - Wynter Gordon, cantautrice statunitense
- 25 agosto - Mustafa Hadid, ex calciatore afghano
- 25 agosto - Dejan Karan, ex calciatore serbo
- 25 agosto - Laboravy Khuon, calciatore cambogiano
- 25 agosto - Émilie Lefel, giocatrice di badminton francese
- 25 agosto - Malaury Martin, ex calciatore francese
- 25 agosto - Mayer Mizrachi, imprenditore panamense
- 25 agosto - Annamaria Mazzetti, triatleta italiana
- 25 agosto - Moussa Maâzou, calciatore nigerino
- 25 agosto - Dexter McCluster, ex giocatore di football americano statunitense
- 25 agosto - Nikolay Moss, attore e sceneggiatore statunitense
- 25 agosto - Shun Nagasawa, calciatore giapponese
- 25 agosto - Bronson Reed, wrestler australiano
- 25 agosto - Greg Salas, giocatore di football americano statunitense
- 25 agosto - Ingvild Snildal, ex nuotatrice norvegese
- 25 agosto - Ingrid Tanqueray, cestista francese
- 26 agosto - Elvis Andrus, ex giocatore di baseball venezuelano
- 26 agosto - Cătălin Baciu, cestista rumeno
- 26 agosto - Tori Black, attrice pornografica statunitense
- 26 agosto - Selim Bouadla, calciatore francese
- 26 agosto - András Fejes, ex calciatore ungherese
- 26 agosto - Mehmet Korhan Fırat, attore turco
- 26 agosto - Elisa Gaspari, calciatrice italiana
- 26 agosto - Marelisa Gibson, modella venezuelana
- 26 agosto - Lee Gregory, calciatore inglese
- 26 agosto - Chad Haga, ciclista su strada statunitense
- 26 agosto - Lázara Moisés, ex cestista cubana
- 26 agosto - Cristina Neagu, pallamanista rumena
- 26 agosto - Evan Ross, attore e musicista statunitense
- 26 agosto - Danielle Savre, attrice, cantante e ballerina statunitense
- 26 agosto - Wayne Simmonds, hockeista su ghiaccio canadese
- 26 agosto - Evgenija Soboleva, pallanuotista russa
- 26 agosto - Lars Stindl, ex calciatore tedesco
- 27 agosto - Lázaro Barbosa de Sousa, serial killer brasiliano († 2021)
- 27 agosto - Jenna Bågeberg, cantante finlandese
- 27 agosto - Tyra Grant, ex cestista statunitense
- 27 agosto - Martin Häner, hockeista su prato tedesco
- 27 agosto - Andrėj Klimovič, calciatore bielorusso
- 27 agosto - Federico Leo, pilota automobilistico italiano
- 27 agosto - Yoro Lamine Ly, ex calciatore senegalese
- 27 agosto - Alexa Vega, attrice e cantante statunitense
- 27 agosto - Dhiego de Souza Martins, ex calciatore brasiliano
- 28 agosto - Danny Aiken, giocatore di football americano statunitense
- 28 agosto - Enric Auquer, attore spagnolo
- 28 agosto - Martin Donnelly, calciatore nordirlandese
- 28 agosto - Shalita Grant, attrice statunitense
- 28 agosto - Kane Hames, rugbista a 15 neozelandese
- 28 agosto - Michael Hoomanawanui, giocatore di football americano statunitense
- 28 agosto - Rosannagh MacLennan, ginnasta canadese
- 28 agosto - Mayra Matos, modella portoricana
- 28 agosto - Cristian Portilla, ex calciatore spagnolo
- 28 agosto - Anton Postupalenko, ex calciatore ucraino
- 28 agosto - Justin Trattou, giocatore di football americano statunitense
- 28 agosto - Gerardo Yecerotte, calciatore boliviano
- 29 agosto - Harry Aikines-Aryeetey, velocista britannico
- 29 agosto - Ivan Fedorov, politico ucraino
- 29 agosto - Giancarlo Ferrero, cestista italiano
- 29 agosto - Aka Akasaka, fumettista giapponese
- 29 agosto - Carys Hawkins, ex calciatrice e avvocato australiana
- 29 agosto - Heberty Fernandes de Andrade, calciatore brasiliano
- 29 agosto - Agim Ibraimi, ex calciatore macedone
- 29 agosto - Bartosz Kurek, pallavolista polacco
- 29 agosto - Charlton Nyirenda, ex nuotatore malawiano
- 29 agosto - Yasser Núñez, ex nuotatore nicaraguense
- 29 agosto - Tino Paasche, bobbista e ex velocista tedesco
- 29 agosto - Mladen Popović, ex calciatore serbo
- 29 agosto - Artem Putivcev, calciatore ucraino
- 29 agosto - Anel Radmilović, giocatore di calcio a 5 bosniaco
- 29 agosto - Ivan Radovanović, allenatore di calcio e ex calciatore serbo
- 29 agosto - Ferry de Regt, ex calciatore olandese
- 29 agosto - Myrthe Schoot, pallavolista olandese
- 29 agosto - João Traquina, calciatore portoghese
- 29 agosto - Maksim Votinov, ex calciatore russo
- 30 agosto - Víctor Claver, ex cestista spagnolo
- 30 agosto - Alex Corbisiero, rugbista a 15 inglese
- 30 agosto - Tyler Deric, calciatore statunitense
- 30 agosto - Igor Djurić, ex calciatore svizzero
- 30 agosto - Ernests Gulbis, ex tennista lettone
- 30 agosto - Mario Harte, calciatore barbadiano
- 30 agosto - Robert Lester, giocatore di football americano statunitense
- 30 agosto - Miguel Mínguez, ex ciclista su strada spagnolo
- 30 agosto - Andrea Morassi, ex saltatore con gli sci italiano
- 30 agosto - Tim Ohlbrecht, ex cestista tedesco
- 30 agosto - Laura Põldvere, cantante estone
- 30 agosto - Mike Seamon, ex calciatore statunitense
- 30 agosto - Marko Stamm, pallanuotista tedesco
- 30 agosto - Pavel Taku, ex giocatore di calcio a 5 kazako
- 30 agosto - Tichon Žiznevskij, attore russo
- 31 agosto - Antoine Adams, velocista nevisiano
- 31 agosto - Matt Adams, ex giocatore di baseball statunitense
- 31 agosto - Pedro Tiba, calciatore portoghese
- 31 agosto - Allen Bradford, giocatore di football americano statunitense
- 31 agosto - José Carlos Gonçalves, ex calciatore portoghese
- 31 agosto - Vicente Gómez, ex calciatore spagnolo
- 31 agosto - Ken Kallaste, calciatore estone
- 31 agosto - Petr Kutal, ex combinatista nordico ceco
- 31 agosto - Yoandy Leal, pallavolista cubano
- 31 agosto - Rachel Legrain-Trapani, modella francese
- 31 agosto - Vianney Mabidé, ex calciatore centrafricano
- 31 agosto - Athena, wrestler statunitense
- 31 agosto - David Ospina, calciatore colombiano
- 31 agosto - Jurij Postrigaj, canoista russo
- 31 agosto - Enzo Ruiz, calciatore uruguaiano
- 31 agosto - Eli Sabiá, calciatore brasiliano
- 31 agosto - Mahamane El-Hadji Traoré, ex calciatore maliano
- 31 agosto - Leon ter Wielen, calciatore olandese